# Alexandra
För andra betydelser, se Alexandra (olika betydelser).

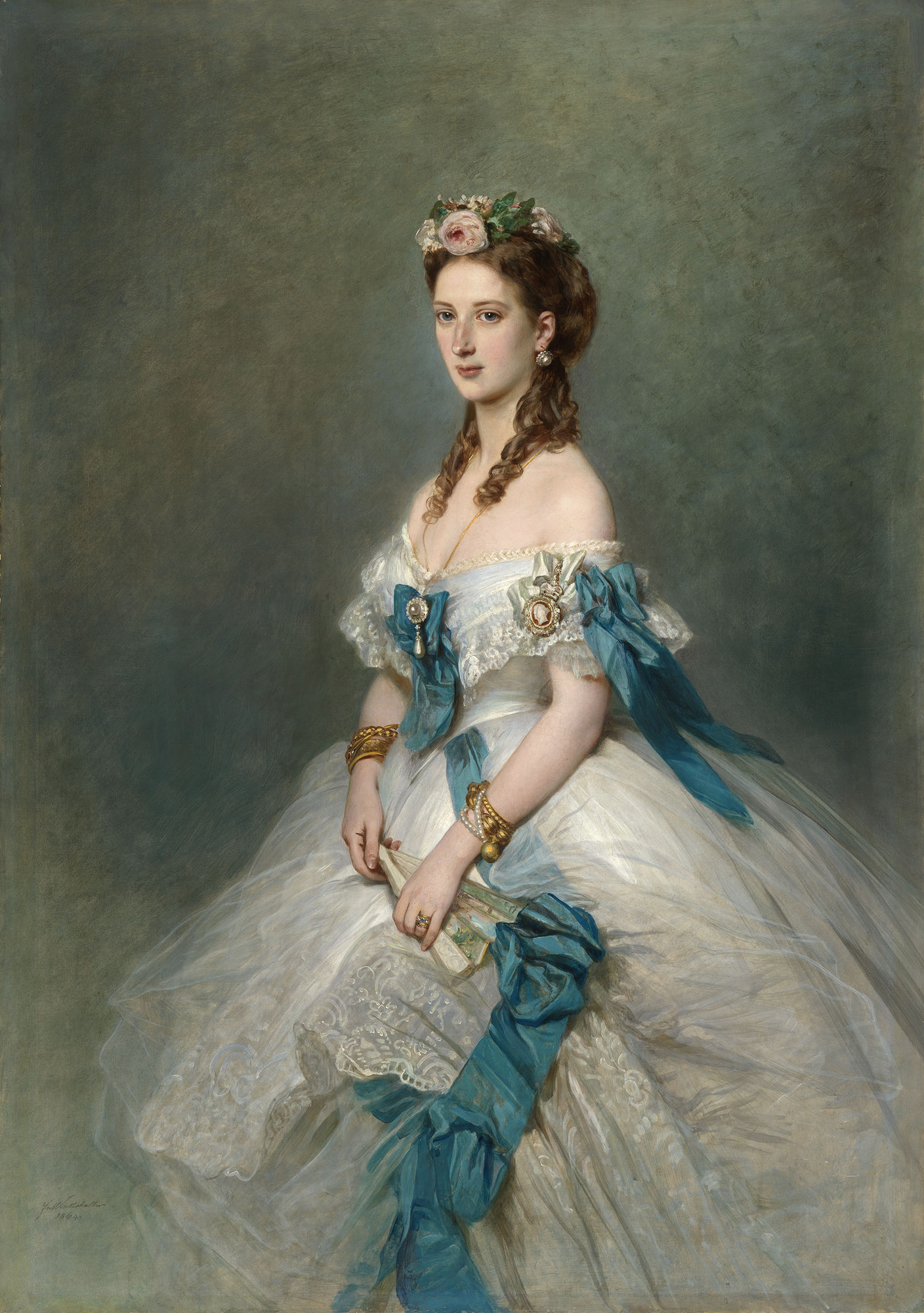
Alexandra, brittisk drottning 1901–1910 (här på ett porträtt från 1864).

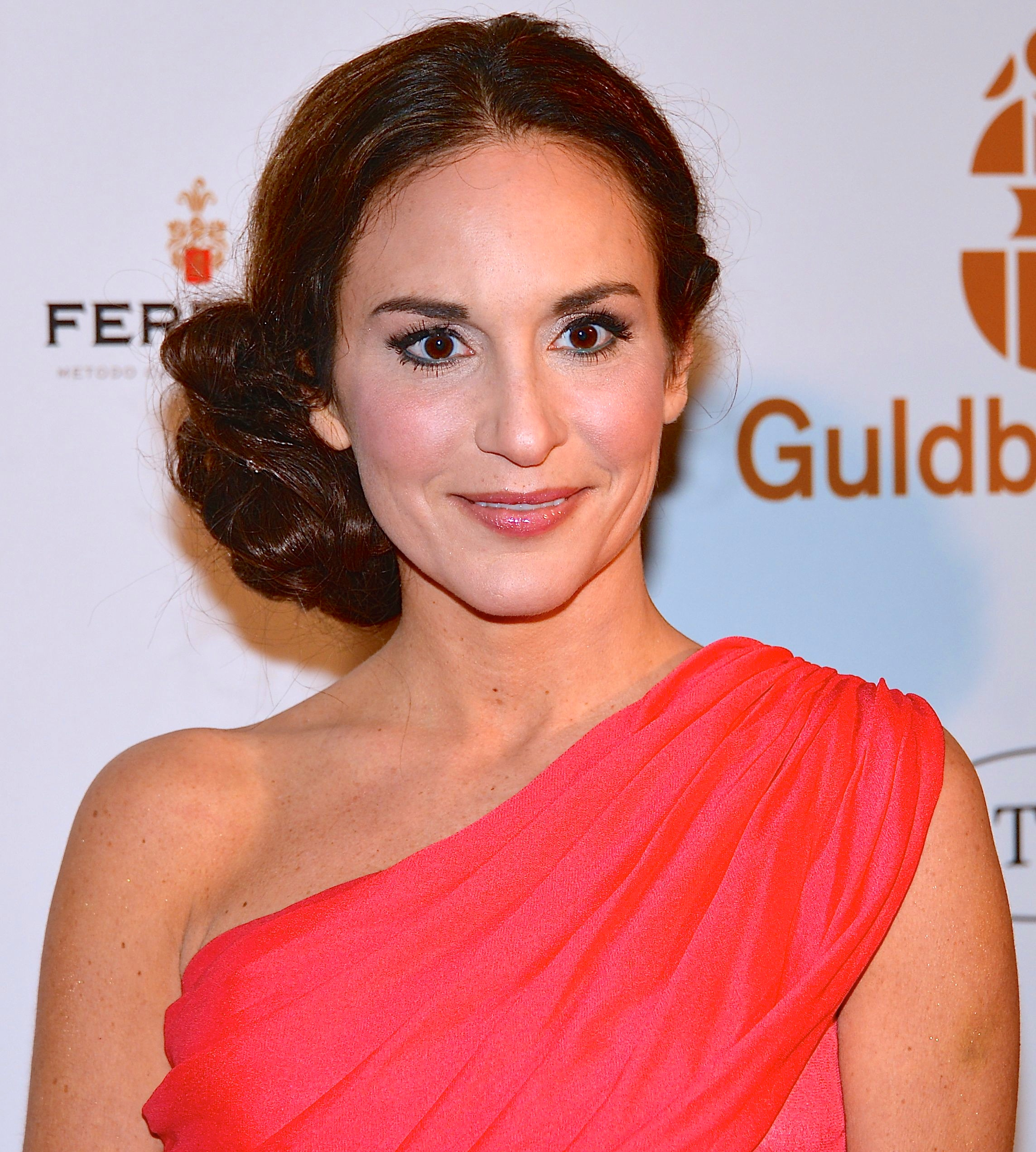
Alexandra Rapaport, svensk skådespelare.

Alexandra är ett grekiskt kvinnonamn, en feminin form av Alexander, bildat av två ord som betyder "försvara" och "människa". Den spanska varianten av namnet är Alejandra.
Det äldsta belägget i Sverige är från år 1667, men det var först under den senare hälften av 1700-talet som namnet började användas mer frekvent. Namnet var populärt runt förra sekelskiftet (1900), men nådde sin topp ungefär hundra år senare under 1980-, 1990- och 2000-talen.
Den 31 december 2014 fanns det totalt 26 415 kvinnor folkbokförda i Sverige med namnet Alexandra, varav 12 497 bar det som tilltalsnamn.
Namnsdag i Sverige: 17 februari, firas tillsammans med Sandra. I den finlandssvenska namnsdagslängden har Alexandra namnsdag 11 september sedan starten 1929, då en egen namnsdagskalender togs i bruk för finlandssvenskar, med en paus 1950–1972.

## Personer med namnet Alexandra
- Alexandra, grevinna av Frederiksborg, tidigare Prinsessan Alexandra av Danmark, gift med prins Joachim åren 1995-2005
- Alexandra av Danmark, brittisk drottning, kung Edward VII:s hustru
- Alexandra av Grekland och Danmark, storfurstinna av Ryssland och grekisk prinsessa
- Alexandra av Hessen, rysk tsaritsa som Aleksandra Fjodorovna, tsar Nikolaj II:s hustru
- Alexandra av Luxemburg, luxemburgsk prinsessa
- Alexandra av Oldenburg, rysk storfurstinna
- Alexandra av Sachsen-Altenburg, rysk storfurstinna
- Alexandra av Schleswig-Holstein-Sonderburg-Glücksburg, preussisk prinsessa
- Prinsessan Alexandra av Storbritannien, brittisk prinsessa, kusin till drottning Elizabeth II
- Alexandra Burke, brittisk sångerska
- Alexandra Charles, svensk nattklubbsdrottning och företagare
- Alexandra Coelho Ahndoril, svensk författare
- Alexandra Dahlström, svensk skådespelerska
- Alexandra David-Néel, fransk äventyrare och författare
- Alexandra Edebo, svensk skicrossåkare
- Alexandra Feodorovna, rysk kejsarinna
- Alexandra Gripenberg, finländsk kvinnorättsaktivist.
- Aleksandra Jabłonka, polsk sångerska
- Alexandra-Therese Keining, svensk författare, filmregissör och manusförfattare
- Aleksandra Kollontaj, rysk politiker, diplomat och författare, Sovjetunionens ambassadör i Sverige 1930-1945
- Alexandra Meissnitzer, österrikisk alpin skidåkare
- Alessandra Mussolini, italiensk politiker och fotomodell, Benito Mussolinis barnbarn
- Alexandra Nikolajevna av Ryssland, rysk storfurstinna
- Alexandra Pavlovna, rysk storfurstinna
- Alexandra Pascalidou, grekisk-svensk journalist, programledare i TV och debattör
- Alexandra Rapaport, svensk skådespelerska
- Alexandra Skoglund, svensk högerpolitiker
- Alexandra Smirnoff, finländsk pomolog
- Alexandra Vandernoot, belgisk skådespelerska
- Alexandra Zazzi, svensk krögare, vinnare av Expedition Robinson 1998

## Fiktiva personer med namnet Alexandra
- Alexandra, en teaterdiva i Jean Anouilhs komedi Colombe från 1951.[7]